# 永遠を感じた夜
「永遠を感じた夜」（えいえんをかんじたよる）は、1985年9月21日にリリースされた原田真二の18作目のシングル。

## 解説
- 前作「Teardrops」から10か月ぶりに発売された。
- アルバム『Magical Healing』（11月1日発売）の先行シングル。
- レコードクレジットでの「原田真二&クライシス」を解消。再びソロに転じ、サウンドも打ち込みに移行。同曲発売後の10月に「Friday Night Club」というライブイベントを立ち上げた。
- ジャケットのヴィジュアルはイベント・アルバム同様に、オリエンタルなコスチュームに化粧を施した。このシングルジャケットが初披露となった。
- B面は筑波科学万博「健康・スポーツ館」テーマ曲。生命誕生をテーマに17m×23mの大スクリーンで迫る映像「BREATHE」テーマ曲。映像監督は「OUR SONG and all of you」を撮影した龍村仁。
- 2003年リリースのベスト盤『GOLDEN☆BEST 原田真二 Legendary Hits 80's』でアルバム初収録・初CD化された。

## 収録曲
両曲　作詞・作曲・編曲：原田真二
1. 永遠を感じた夜（4分02秒）
2. Breathe（5分36秒）

## 参加ミュージシャン
- MIXED by MICHAEL BRAUER
- SYNTHESIZER PROGRAMMER：深沢順
- ALL KEYBOARDS GUITARS & DRUMS & PERCUSSION & CHORUS：原田真二

- 永遠を感じた夜
  - GUITAR：原田末秋
- Breathe
  - Drums：古田たかし
  - BASS：有賀啓雄
  - CHROMATIC HARP：八木のぶお
  - STRINGS：金子飛鳥ストリングス

## 関連作品
- 2003年 GOLDEN☆BEST 原田真二 Legendary Hits 80's